# 法悦の聖フランチェスコ (カラヴァッジョ)
『法悦の聖フランチェスコ』（ほうえつのせいフランチェスコ、伊: San Francesco in estasi、英: Saint Francis of Assisi in Ecstacy）は、イタリア・バロック期の巨匠ミケランジェロ・メリージ・ダ・カラヴァッジオが1595年ごろにキャンバス上に油彩で制作した絵画である。対抗宗教改革期にしばしば描かれた聖フランチェスコを主題としている。ジェノヴァ出身の銀行家オッターヴィオ・コスタの注文により描かれたが、1606-1607年にウーディネの修道院長ルッジェーロ・トリトーニオに譲渡された。次いで、おそらくトリトーニオの甥からフランチェスコ・マリア・デル・モンテ枢機卿に取得され、枢機卿の1627年の目録に記載されている。作品は現在、米国のコネチカット州ハートフォードにあるワズワース・アテネウム美術館に所蔵されている。

## 作品

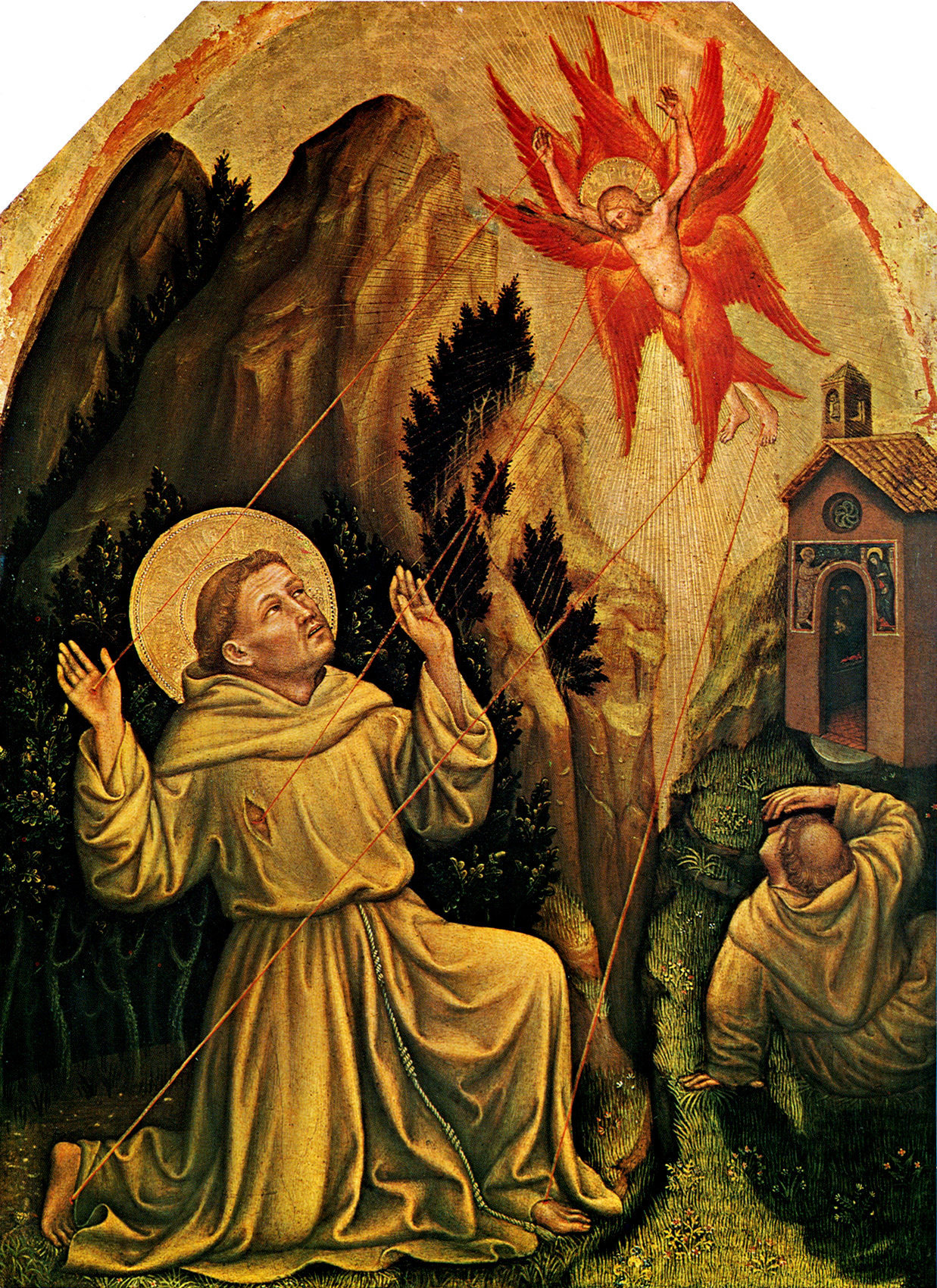
ジェンティーレ・ダ・ファブリアーノ『聖痕を受ける聖フランチェスコ』(1420年ごろ)、マニャーニ・ロッカ財団、パルマ

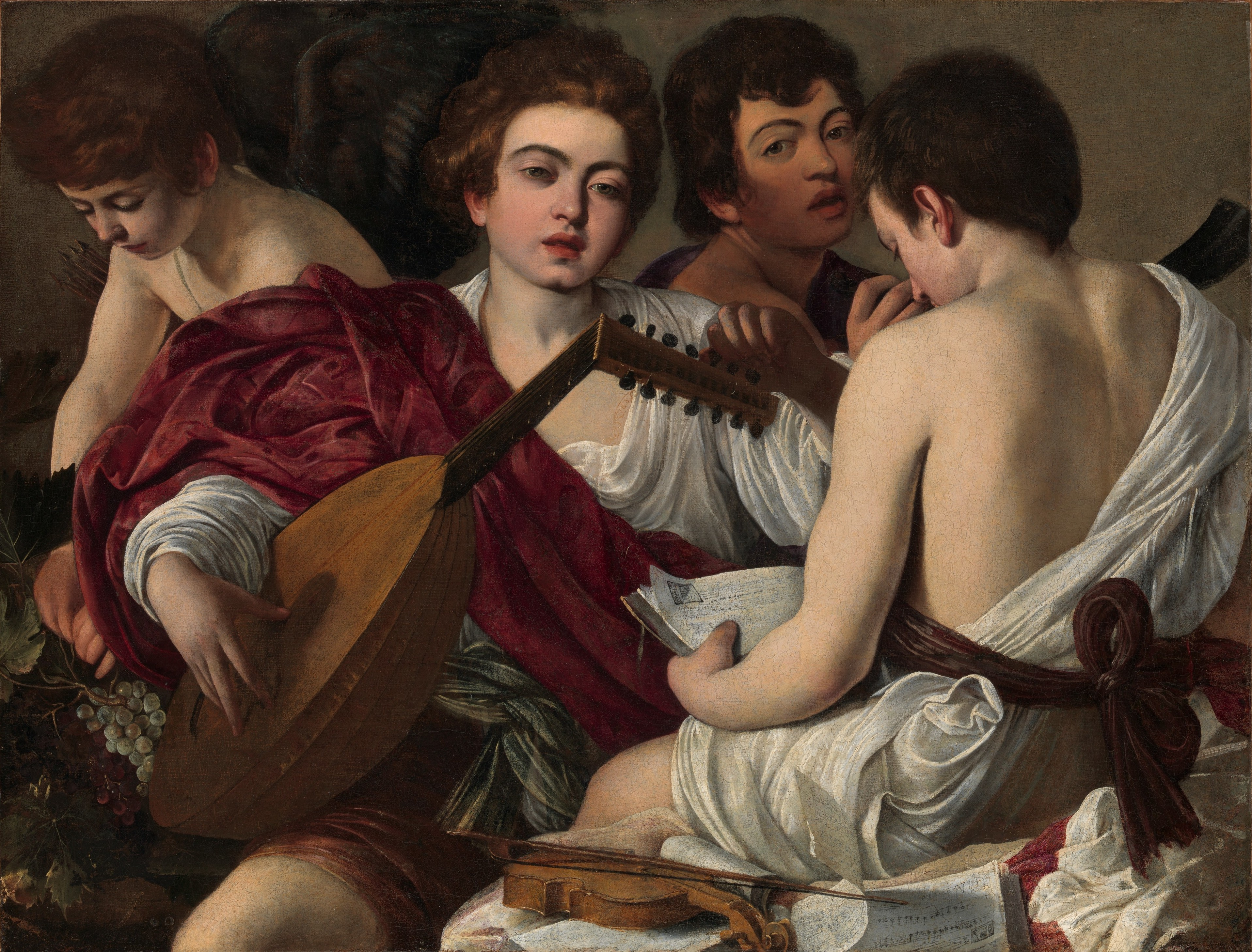
カラヴァッジオ『奏楽者たち』(1595年ごろ)、メトロポリタン美術館、ニューヨーク

聖フランチェスコは1181年にアッシジに生まれた。もともと裕福な商人の息子であったが、財産の相続を放棄し、信仰の道に入った。1224年、彼は聖痕を受ける奇跡を経験し、イエス・キリストと同じ傷を持った。
本作の前景には、聖痕を受けて倒れこんだ聖フランチェスコが天使に支えられる姿が描かれている。『奏楽者たち』 (メトロポリタン美術館、ニューヨーク) の左端で天使の格好をしていた少年がこの絵画でも天使として再度登場し、聖人を優しく抱きかかえている。聖フランチェスコは恍惚として身をゆだねている。カラヴァッジオは、聖フランチェスコの奇蹟を智天使とともに図解する伝統的な図像ではなく、現実の延長線上に奇蹟の物語を表そうとしたのである。加えて、聖フランチェスコの右手の聖痕はおそらくカラヴァッジオ自身により塗りつぶされており、外面的な奇蹟を聖人の内面的なものに転換させる効果をもたらしている。
対抗宗教改革期に聖フランチェスコがよく描かれた理由は、新たなイエス・キリストのイメージが求められたからだといわれる。実際、本作は「キリストの哀悼」を連想させるとしばしば指摘されてきた。聖フランチェスコのポーズは死せるキリストのものであり、彼はまたキリストのように天使 (「キリストの哀悼」では聖母マリア) に支えられているのである。智天使が登場しない画面には、神の存在を暗示する光が効果的に用いられている。天使と聖人に当たる光も湖に輝く光も、神の恩寵を表している。

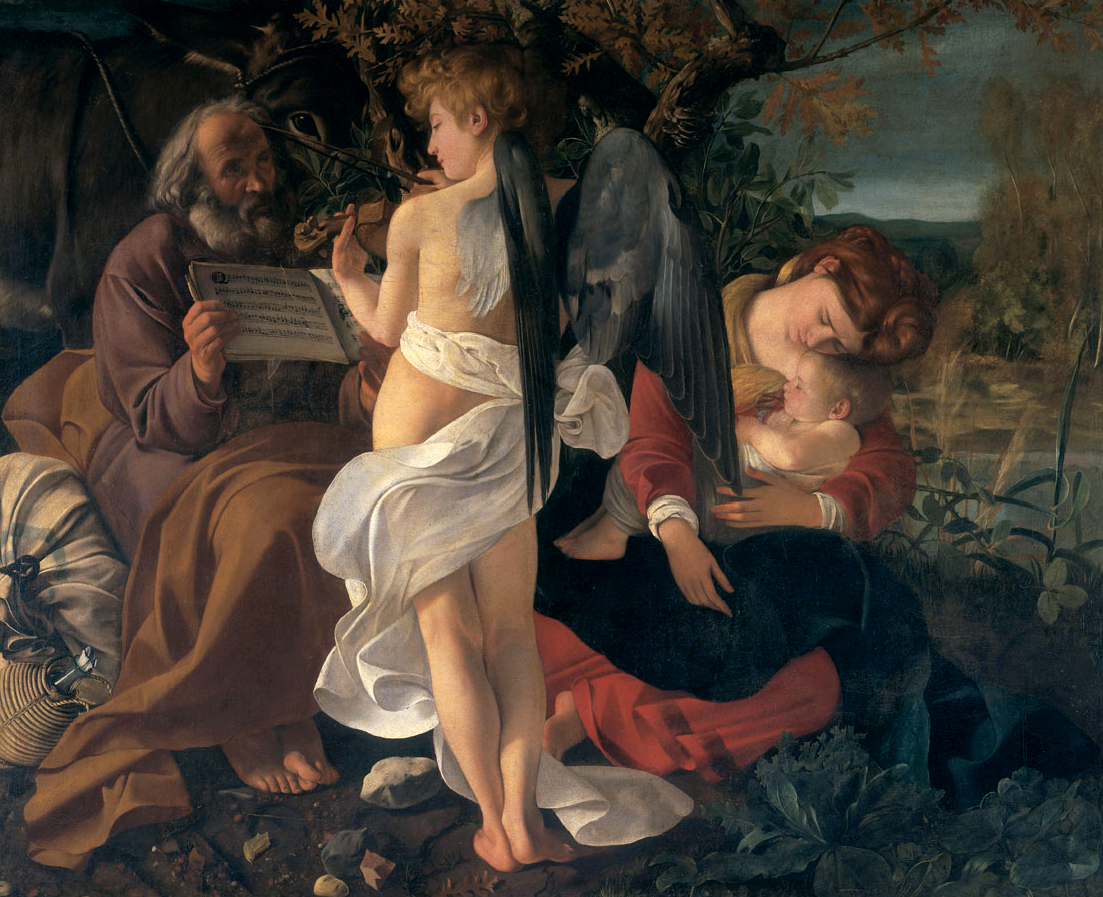
カラヴァッジオ『エジプト逃避途上の休息』(1597年ごろ)、ドーリア・パンフィーリ美術館、ローマ

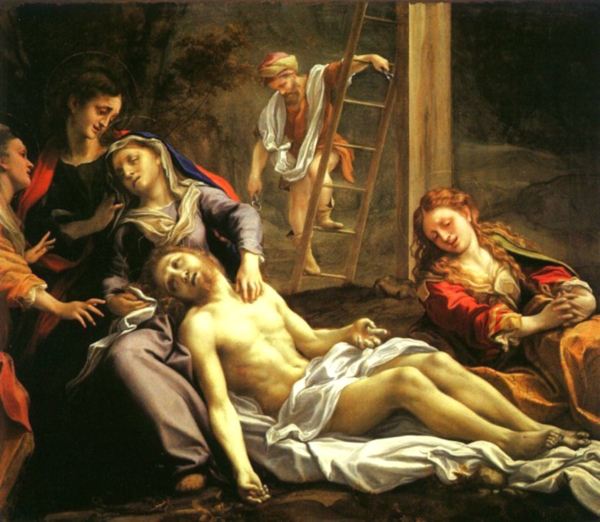
コレッジョ『キリストの哀悼』(1524年ごろ)、パルマ国立美術館

この作品は、『エジプト逃避途上の休息』 (ドーリア・パンフィーリ美術館、ローマ) 同様、カラヴァッジオには珍しい風景描写が見られる。また、独特の親密感により人物と背景の調和が図られている。生真面目な人物描写や抒情性などの点で、コレッジョ、ジローラモ・サヴォルド、ルドヴィコ・カラッチら北イタリアの絵画とのつながりが認められる。本作及び『エジプト逃避途上の休息』など初期の宗教的主題の作品に見られる抒情性は風俗画のような親しみやすさを持ち、後のカラヴァッジオの様式とは異なっている。
同時に、この絵画は、後のカラヴァッジオの特徴となる暗闇を描写した最初期の現存作例である。聖フランチェスコの出来事は夜に起きたとされるので暗闇の描写は物語的に説明されうるが、本作でカラヴァッジオは精神的なものを表すために強烈な光と陰のコントラストを用いる効果について関心を引き起こされ、それを自身で試すべく促された可能性がある。彼は、すでに北イタリアの画家たちを通してこうしたキアロスクーロに親しんでいた。